# Zyklus (Funktionentheorie)
Kette und Zyklus sind mathematische Objekte, die insbesondere in der Funktionentheorie betrachtet werden, aber auch als Spezialfälle in der algebraischen Topologie auftreten. Die Kette ist eine Verallgemeinerung einer Kurve und der Zyklus ist eine Verallgemeinerung einer geschlossenen Kurve. Sie werden in Funktionentheorie vor allem im Bereich der Integration verwendet.
Um anzudeuten, dass Kette und Zyklus Spezialfälle aus der Homologietheorie der algebraischen Topologie sind, spricht man auch von der 1-Kette und dem 1-Zyklus. In der algebraischen Topologie selbst hat sich anstatt des Begriffs 1-Zyklus der Begriff 1-Zykel beziehungsweise p-Zykel durchgesetzt. Außerdem ist zu beachten, dass der Plural von der Zyklus die Zyklen, der Plural von der Zykel jedoch die Zykel heißt.

## Definitionen

### Kette
Unter einer Kette auf {\displaystyle X:=\mathbb {C} } beziehungsweise auf einer riemannschen Fläche {\displaystyle X} versteht man eine formale endliche ganzzahlige Linearkombination
{\displaystyle \Gamma :=\sum _{i=1}^{k}n_{i}\gamma _{i}\quad n_{i}\in \mathbb {Z} }
von stetigen Kurven {\displaystyle \gamma _{i}\colon [0,1]\to X}. Die Menge aller Ketten auf {\displaystyle X}, die auf natürliche Weise eine abelsche Gruppe bilden, wird mit {\displaystyle C_{1}(X)} notiert.

### Integration über eine Eins-Kette
Sei {\displaystyle \omega } eine geschlossene komplexe (1,0)-Differentialform, dann ist das Integral über die Kette {\displaystyle \Gamma } durch
{\displaystyle \int _{\Gamma }\omega :=\sum _{i=1}^{k}n_{i}\int _{\gamma _{i}}\omega }
definiert. Ist {\displaystyle X} die komplexe Ebene {\displaystyle \mathbb {C} }, so ist das Kalkül der Differentialformen nicht notwendig. In diesem Fall gilt nämlich {\displaystyle \omega =f(z)\mathrm {d} z}, wobei {\displaystyle f\colon D\subset \mathbb {C} \to \mathbb {C} } eine differenzierbare Funktion ist. Die Definition vereinfacht sich dann zu
{\displaystyle \int _{\Gamma }f(z)\mathrm {d} z:=\sum _{i=1}^{k}n_{i}\int _{\gamma _{i}}f(z)\mathrm {d} z}.

### Zyklus
Ein Zyklus ist eine Kette, bei der jeder Punkt {\displaystyle a\in \mathbb {C} } unter Berücksichtigung der Vielfachheit {\displaystyle n_{i}} genauso oft als Anfangs- wie als Endpunkt der Kurven {\displaystyle \gamma _{i}} auftritt.
Diese Definition kann man mit Hilfe der Divisorengruppe {\displaystyle \operatorname {Div} (X)} umformulieren. Sei
{\displaystyle \partial \colon C_{1}(X)\to \operatorname {Div} (X)}
eine Abbildung. Für eine Kurve {\displaystyle c\colon [0,1]\to X} setzt man {\displaystyle \partial c=0}, falls {\displaystyle c(0)=c(1)}. Andernfalls ist {\displaystyle \partial c} der Divisor, der den Wert +1 in {\displaystyle c(1)}, den Wert −1 in {\displaystyle c(0)} und sonst den Wert 0 annimmt. Für eine Kette {\displaystyle \Gamma } ist {\displaystyle \partial } durch {\displaystyle \textstyle \partial \Gamma :=\sum _{i=1}^{n}n_{i}\partial \gamma _{i}} definiert. Der Kern
{\displaystyle Z_{1}(X):=\operatorname {Kern} (\partial )}
der Abbildung {\displaystyle \partial } ist die Gruppe der Zyklen.

### Windungszahl
Die Spur ist die Vereinigung der Bilder der einzelnen Kurven, d. h.
{\displaystyle \operatorname {Spur} \,\Gamma :=\bigcup _{i=1}^{N}\operatorname {im} \,\gamma _{i}}.
Ist {\displaystyle D\subseteq \mathbb {C} } eine Teilmenge, dann heißt {\displaystyle \Gamma } ein Zyklus in {\displaystyle D} genau dann, wenn die Spur {\displaystyle \operatorname {Spur} \,\Gamma \subseteq D} in {\displaystyle D} liegt.
Die Umlaufzahl wird analog zu der einer geschlossenen Kurve definiert, nur unter Verwendung des oben definierten Integrals, d. h. für {\displaystyle z\not \in \operatorname {Spur} \,\Gamma } schreibt man
{\displaystyle \operatorname {ind} _{\Gamma }(z):={\frac {1}{2\pi \mathrm {i} }}\int _{\Gamma }{\frac {\mathrm {d} \zeta }{\zeta -z}}\in \mathbb {Z} }.
Das Innere (Interior) eines Zyklus sind genau diejenigen Punkte, für die die Windungszahl nicht verschwindet:
{\displaystyle \operatorname {Int} \,\Gamma :=\{z\in \mathbb {C} \setminus \operatorname {Spur} \,\Gamma :\operatorname {ind} _{\Gamma }(z)\neq 0\}}
Analog dazu ist das Äußere (Exterior) genau die Menge der Punkte, für die die Windungszahl verschwindet:
{\displaystyle \operatorname {Ext} \,\Gamma :=\{z\in \mathbb {C} \setminus \operatorname {Spur} \,\Gamma :\operatorname {ind} _{\Gamma }(z)=0\}}
Ein Zyklus heißt nullhomolog in {\displaystyle D\subseteq \mathbb {C} } genau dann, wenn das Innere {\displaystyle \operatorname {Int} \,\Gamma } vollständig in {\displaystyle D} liegt. Dies ist genau dann der Fall, wenn die Windungszahl für alle Punkte aus {\displaystyle \mathbb {C} \setminus D} verschwindet.
Zwei Zyklen {\displaystyle \Gamma _{1}}, {\displaystyle \Gamma _{2}} heißen homolog in {\displaystyle D\subseteq \mathbb {C} } genau dann, wenn ihre formale Differenz {\displaystyle \Gamma _{1}-\Gamma _{2}} nullhomolog in {\displaystyle D} ist.

## Integralsätze
Die Ketten und Zyklen sind in der Funktionentheorie deshalb wichtig, weil man wie schon angesprochen mit ihnen das Kurvenintegral verallgemeinern kann. Insbesondere kann das Integral über einen Zyklus als Verallgemeinerung des geschlossenen Kurvenintegrals verstanden werden. Der Cauchysche Integralsatz, die Cauchysche Integralformel und der Residuensatz können für Zyklen bewiesen werden.
Der Satz von Stokes kann auch für Ketten erklärt werden. Sei {\displaystyle \Gamma } eine Kette auf {\displaystyle X} bei der alle Kurven {\displaystyle \gamma _{i}} glatt sind und sei {\displaystyle f\colon X\to \mathbb {R} } eine glatte Funktion. Dann lautet die Aussage des Satzes von Stokes
{\displaystyle \int _{\Gamma }\mathrm {d} f(z)\mathrm {d} z=\int _{\partial \Gamma }f(z)\mathrm {d} z},
wobei {\displaystyle \partial } der Operator aus dem Abschnitt Eins-Zyklus und {\displaystyle \mathrm {d} } die Ableitung ist. Das zweite Integral muss außerdem als
{\displaystyle \int _{\partial \Gamma }f(z)\mathrm {d} z=\sum _{i=1}^{n}n_{i}f(z)|_{\gamma _{i}(0)}^{z\,=\gamma _{i}(1)}=\sum _{i=1}^{n}n_{i}\left(f(\gamma _{i}(1))-f(\gamma _{i}(0)\right)}
verstanden werden. Ist {\displaystyle \Gamma } sogar ein Zyklus, dessen Kurven glatt sind, dann vereinfacht sich der Satz von Stokes zu
{\displaystyle \int _{\Gamma }\mathrm {d} f(z)\mathrm {d} z=0},
da dann die Summe {\displaystyle \textstyle \sum _{i=1}^{n}n_{i}\left(f(\gamma _{i}(1))-f(\gamma _{i}(0)\right)} null ist.

## Einordnung in die Homologietheorie
Bei den Begriffen der Kette und des Zyklus handelt es sich um Spezialfälle von Objekten der Topologie. In der algebraischen Topologie betrachtet man Komplexe von p-Ketten und bildet daraus Homologiegruppen. Diese Gruppen sind Invarianten in der Topologie. Eine sehr wichtige Homologietheorie ist die der singulären Homologiegruppen.
Eine Kette, wie sie hier im Artikel definiert wurde, ist eine 1-Kette des singulären Komplexes, der ein bestimmter Kettenkomplex ist. Der im Abschnitt zum Zyklus definierte Operator {\displaystyle \partial \colon C_{1}(X)\to \operatorname {Div} (X)} ist der erste Randoperator des singulären Komplexes und die Gruppe der Divisoren ist daher identisch mit der Gruppe der 0-Ketten. Die Gruppe der Zyklen definiert als der Kern des Randoperators {\displaystyle \partial } ist ein 1-Zykel im Sinn des singulären Komplexes.
Neben dem Kern des Randoperators betrachte man in der algebraischen Topologie auch das Bild dieses Operators und konstruiert aus diesen beiden Mengen eine entsprechende Homologiegruppe. Im Fall des singulären Komplexes erhält man die singuläre Homologie. In diesem Kontext haben auch die zuvor definierten Begriffe homologe Kette und nullhomologe Kette eine abstraktere Bedeutung.